# عباس گرزن
عباس گرزن (زاده ۱۲۷۶ – درگذشته ۱۳۵۵) فرمانده نظامی و سیاست‌مدار ایرانی بود، که در دوران سلطنت پهلوی به‌عنوان رئیس ستاد مشترک ارتش شاهنشاهی، وزیر کار، استاندار اصفهان و فارس فعالیت می‌کرد.

## زندگی‌نامه
گرزن در سال ۱۲۷۶ زاده شد. او پس از طی تحصیلات مقدماتی وارد مدرسه قزاخانه شد و در سال ۱۲۹۸ به عنوان افسر فارغ‌التحصیل شد. سپس به اروپا رفت و در آنجا نیز دوره نظامی دید.

## فعالیت‌های نظامی
تیمسار گرزن در سال ۱۳۲۰ به درجه سرهنگی رسید و به ریاست راه‌آهن منصوب شد. وی در سال ۱۳۲۲ فرمانده لشکر اصفهان، ۱۳۲۴ معاون ستاد کل (با اعطای درجه سرتپی) و بعد به ریاست لشکر تبریز و با اخذ درجه سرلشکری به فرماندهی لشکر ارومیه (رضائیه) منصوب شد.
وی که از همراهان تیمسار رزم‌آرا بود، پس از انتصاب وی به نخست‌وزیری، به ریاست ستاد ارتش انتخاب شد. در دوره دولت اول مصدق وی همچنان در این سمت باقی ماند و به دنبال کشتار مردم در قیام ۳۰ تیر از کار برکنار و بازنشسته شد.

## فعالیت‌های سیاسی
وی پس از بازنشستگی که به دستور دکتر مصدق صورت گرفت، به جرگه مخالفان وی پیوست و از همراهان فضل‌الله زاهدی در کودتای ۲۸ مرداد شد.
گرزن پس از کودتا با اعاده بازنشستگی وی به کار دعوت شده و ابتدا به سمت فرمانده لشکرهای جنوب و بعداستانداری و فرماندهی لشکر فارس رسیدهو در سال ۱۳۳۳ و ترمیم کابینه زاهدی به سمت وزیر کار انتخاب شد و تا پایان دوره نخست‌وزیری او در این سمت باقی ماند. سپس به سمت استانداری فارس منصوب شد. تا زمان ریاست تیمور بختیار بر ساواک در این سمت باقی ماند. وی که از قبل با تیمسار بختیار به عنوان ابواب جمعی خود در تبریز و ارومیه برخورد داشت با وی دچار اختلاف شد که سرانجام با مشخص شدن پرونده‌های فساد مالی وی توسط  بختیار به دستور شاه از سمت‌های خود برکنار شد. بعد از آن گرزن به عنوان وکیل در دادگاه‌های نظامی شروع به فعالیت کرد که از مهم‌ترین دادگاه‌هایی که وی در ان شرکت داشت دادگاه دکتر بقائی بود.